# Gertruda Gruberová-Göpfertová

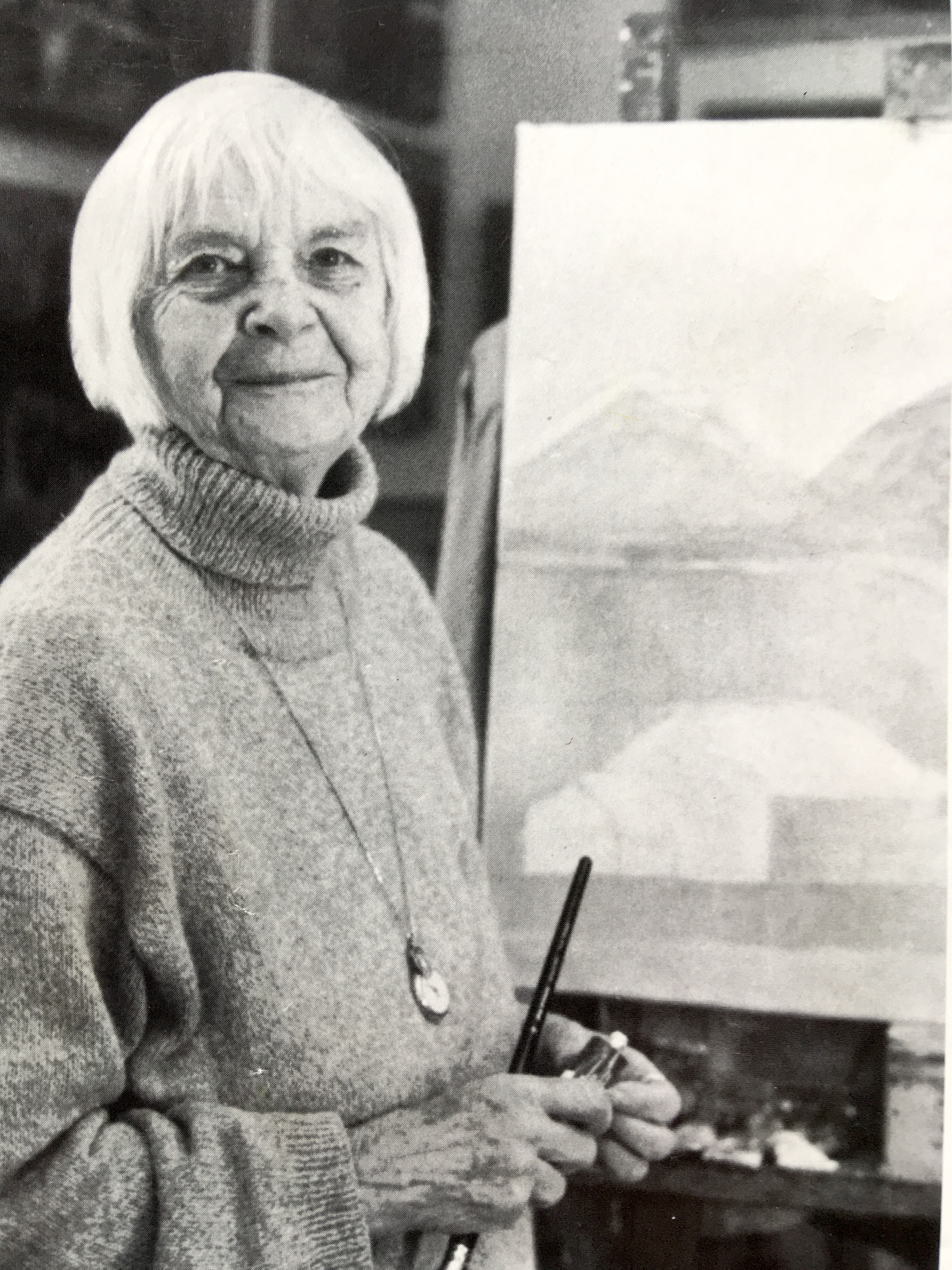
Foto anlässlich Ausstellung im alten Rathaus Prien 2004

Gertruda Gruberová-Göpfertová (* 16. April 1924 in Janštejn; † 30. Juli 2014 in Rosenheim) war eine tschechische Malerin, Illustratorin und Autorin.

## Leben
Gertruda Göpfertová wuchs in Janštejn bei Jihlava in der Tschechoslowakei auf. Schon in jungen Jahren zeigte sie eine künstlerische Begabung, insbesondere für die Malerei und das Schreiben. Sie veröffentlichte ihre Schriften in verschiedenen Zeitschriften wie der Studentenzeitschrift, Jitro, Práce und Akord. Nach dem Abitur wurde sie bis 1945 zur Zwangsarbeit in einer Glasfabrik verpflichtet. Während des Zweiten Weltkrieges heiratete Göpfertová den Juristen Leo Gruber. Das Paar hatte fünf Kinder.
Von 1946 bis 1949 besuchte sie die Kunstgewerbehochschule in Prag. Ab Februar 1948 absolvierte sie ein Sommerpraktikum in einer Druckerei in Zürich. Später zog sie nach Paris, wo sie von 1949 bis 1952 an der École nationale supérieure des beaux-arts de Paris studierte. Ihr Ehemann Leo Gruber zog später ebenfalls nach Paris.
Von 1953 bis 1979 lebte sie in München, wo ihr Mann eine Stelle bei Radio Free Europe bekam. Später zog Gertruda Gruberová-Goepfertová nach Rosenheim, wo sie bis zu ihrem Tod lebte. Dort hat sie über Jahre hinweg mit den Dorfskizzenblättern als Chronistin Texte und Zeichnungen von unzähligen Dörfern und Weilern im oberbayerischen Raum geschaffen. Ihr Nachlass befindet sich im Stadtarchiv Rosenheim.

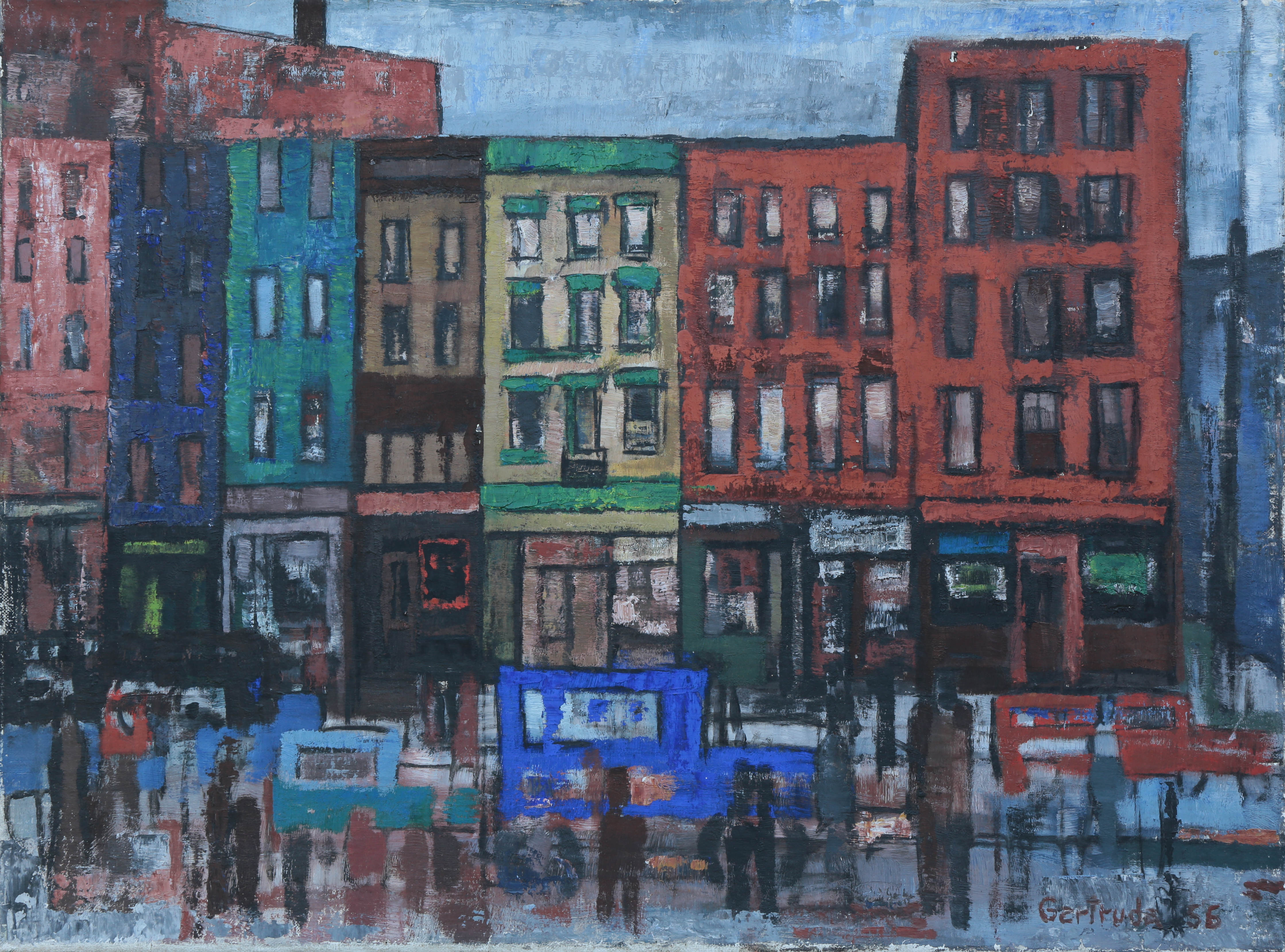

## Ausstellungen
- 1950: Maison des Beaux-Arts und Galerie Saint Placide, Paris
- 1998: Kunstverein Bad Aibling
- 1999: Rosenheim, Städtisches Museum, Rosenheim
- 2004: Tschechisches Zentrum, München
- 2004: Retrospektive in der Galerie im alten Rathaus, Prien a. Chiemsee
- 2005: Kunstverein Bad Aibling
- 2005: St. Anna Galerie, Pilsen
- 2009: „…bis Rosenheim“, Städtische Galerie Rosenheim[4]

## Veröffentlichungen
- Stieglitzschar. Rom 1966.
- Oberbayerische Dorfskizzenblätter. 120 illustrierte Reportagen. Drei Linden Verlag, 1984/1987.
- Feuerwerk der Vergeblichkeit. Schweiz 1996.
- Der Inn. Edition Hundsdruck, 1996.
- Oberbayerische Dorfskizzenblätter. 120 illustrierte Reportagen. Edition Förg, Rosenheim 1997.
- Die Geschichte von Vater Hase, Mutter Eichhörnchen und zwei Kinder Eichhörnchen. Edition Hundsdruck, 2005.
- Mein Hund Dagobert. Edition Hundsdruck, 2009.